# Maestro de San Pablo de la Moraleja

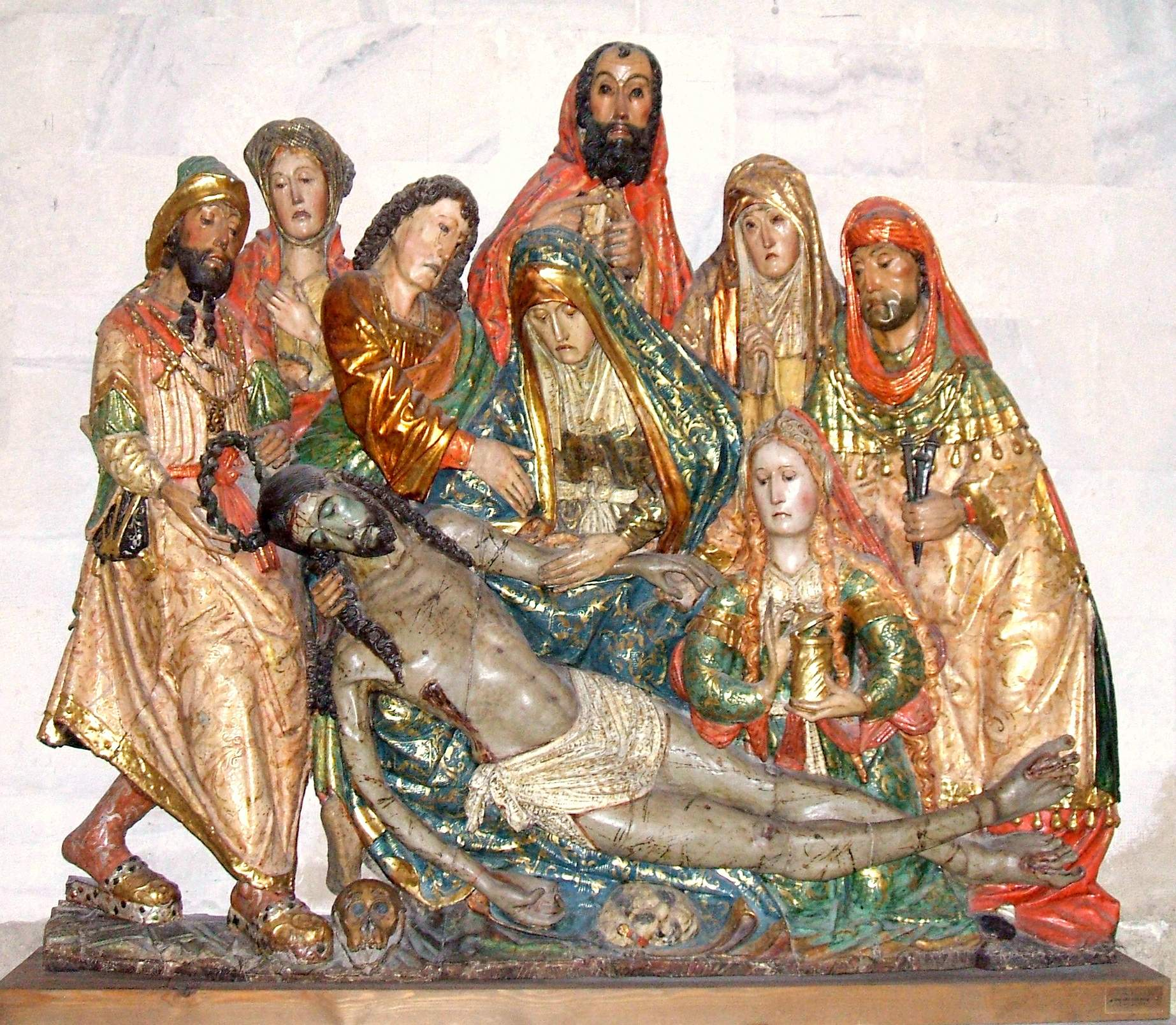
Llanto sobre Cristo muerto. Museo Catedralicio de Valladolid

El Maestro de San Pablo de la Moraleja forma parte del grupo de maestros anónimos; hasta el momento se sabe muy poco de su biografía. Tuvo un taller activo en la provincia de Valladolid, España, en torno a la comarca de Medina del Campo.
La obra de este escultor se reconoce por su estilo muy personal de carácter expresionista y elegante que emplea una cierta distorsión de los cuerpos y los gestos. Los rostros son alargados y las bocas caídas. Estas características son propias de un origen germano-flamenco.
Se le dio el apelativo de Maestro de San Pablo de la Moraleja por su obra más emblemática y temprana, Llanto sobre Cristo muerto localizada en este municipio. Sus esculturas se distribuyeron por la comarca vallisoletana de Medina del Campo y por la provincia de Palencia.

## Algunas obras localizadas
- Cristo y los dos ladrones, para la iglesia del monasterio carmelita de San Pablo de la Moraleja, conservada en el Museo Diocesano y Catedralicio de Valladolid.
- Llanto sobre Cristo muerto, para la iglesia del monasterio carmelita de San Pablo de la Moraleja, conservada en el Museo Diocesano y Catedralicio de Valladolid.
- San Roque, para la parroquia de Santa María de Montealegre de Campos, (Valladolid), conservada en el Museo Diocesano y Catedralicio de Valladolid.